# Cordeiro de Farias
Oswaldo Cordeiro de Farias GCA (Jaguarão, 16 de agosto de 1901 — Rio de Janeiro, 17 de fevereiro de 1981) foi um militar, revolucionário e político brasileiro. Foi interventor federal (governador) do Rio Grande do Sul e governador eleito de Pernambuco. No governo do presidente Castelo Branco assumiu o Ministério Extraordinário para a Coordenação dos Organismos Regionais, depois transformado em Ministério do Interior. Esteve presente em todos os acontecimentos políticos do Brasil a partir de 1922 até 1966, quando se retirou da vida pública.

## Início de carreira
Filho de Joaquim Barbosa Cordeiro de Farias, militar que foi transferido para o Rio Grande do Sul para trabalhar na pacificação da Revolução Federalista e que lá permaneceu por alguns anos, e de Corina Padilha Cordeiro de Farias. Em 1906 com a transferência de seu pai para o Rio de Janeiro, foi lá matriculado no Colégio Militar, onde realizou todos seus estudos. Sentou praça aos 16 anos na 4a Companhia de Infantaria no Rio.
Em 1917 ingressou na Escola Militar do Realengo, sendo, dois anos depois, declarado oficial de artilharia. Seria ainda promovido, em sua carreira militar, segundo-tenente (1920), primeiro-tenente (1921), capitão (1930), major (1931), tenente-coronel (1933), coronel (1939) e general-de-brigada (1942). Cordeiro de Farias fez curso de observador aéreo na Escola de Aviação Militar, aperfeiçoamento de oficiais (1º lugar) na Escola de Armas, cursou a Escola Superior de Guerra; e estagiou na Escola do Estado Maior do Exército Americano.
Cordeiro de Farias participou das conspirações que precederam a deflagração do levante armado de julho de 1922 contra o governo federal, que deu início ao ciclo de revoltas tenentistas. Fazia curso de observador aéreo na Escola de Aviação Militar e foi incumbido de fabricar bombas caseiras a serem atiradas dos aviões. Apesar de não ter participado diretamente dos combates, acabou sendo preso por três meses na Fortaleza São João no Rio de Janeiro. Em seguida, no mesmo ano, foi transferido sucessivamente para Santa Maria, Rio Pardo e São Gabriel.

## Tenentismo

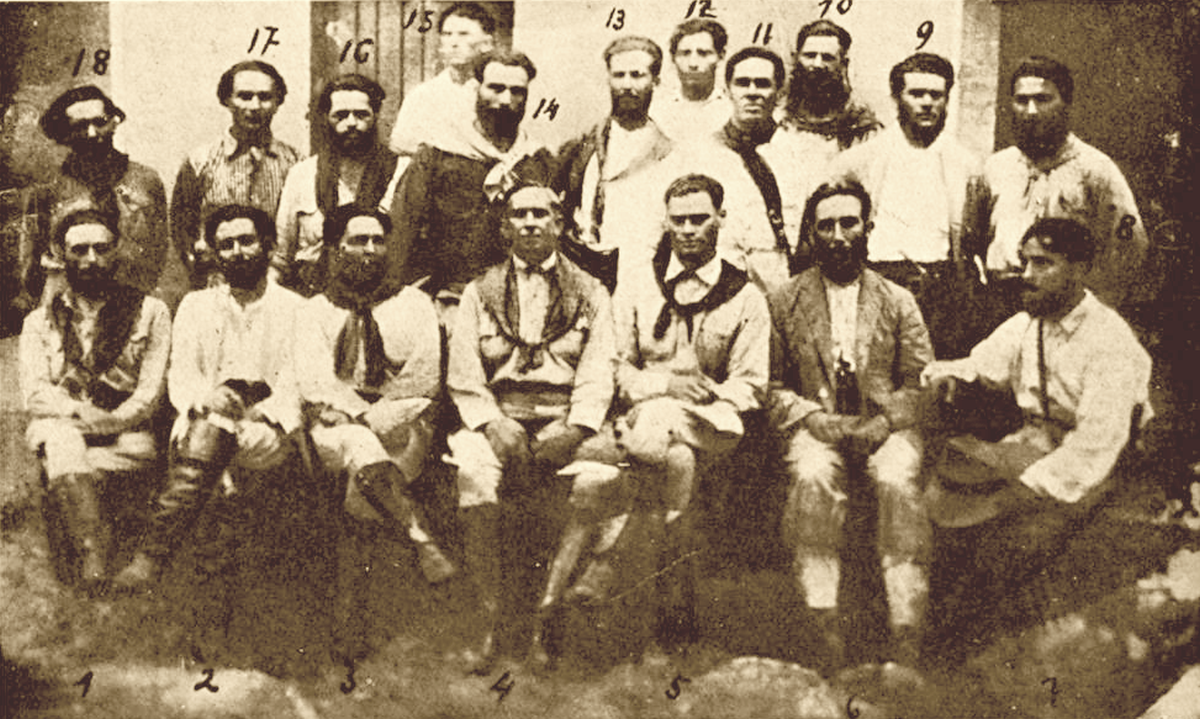
Os chefes da Coluna Miguel Costa-Prestes, sendo Cordeiro o primeiro sentado à direita.

Em outubro de 1924, participou do levante tenentista deflagrado em Uruguaiana, liderado por Honório Lemes. No mês seguinte, derrotado pelas forças de Flores da Cunha, recuou com 30 homens em direção à fronteira com a Argentina, onde acabou por se exilar. Lá conheceu outros tenentes revolucionários, João Alberto e Antônio de Siqueira Campos. Juntos se dirigem para o Rio de Janeiro, em seguida descendo ao Rio Grande do Sul, onde se juntou aos demais contingentes rebeldes do estado, reunidos sob a liderança de Luís Carlos Prestes e Miguel Costa.
Os rebeldes gaúchos acabariam se retirando para o estado do Paraná, onde se juntaram aos remanescentes do levante paulistano deflagrado no mês de julho. Da unificação desses dois grupos nasceu a Coluna Prestes, exército rebelde que, sob o comando do militar gaúcho que lhe deu o nome, promoveu, nos dois anos seguintes, uma guerra de movimento pelo interior do país contra as tropas fiéis ao governo federal. O movimento chegou a transpor as fronteiras do Paraguai, após voltando a adentrar o território brasileiro. Cordeiro de Farias teve atuação destacada na Coluna, comandando um dos quatro destacamentos que a compunham.
Em fevereiro de 1927, já desgastados pela longa campanha e sem perspectivas de vitória, os líderes da Coluna resolveram encerrar aquela fase da luta e abandonaram o território brasileiro, internando-se na Bolívia. No ano seguinte, Cordeiro retornou ao Brasil clandestinamente e deu prosseguimento às atividades conspiratórias, tendo sido, então, preso. Por um erro da denúncia seu processo não foi enviado à São Gabriel, onde havia servido, mas sim à Uruguaiana, onde lutou com Honório Lemes, mas onde também não existia nenhuma acusação contra ele. Foi, portanto, absolvido pelo então Supremo Tribunal Militar. Regularizada sua situação, retornou ao Exército, ingressando no curso de engenharia do Instituto Geográfico Militar, sem deixar, contudo, de conspirar contra o governo.

## Era Vargas

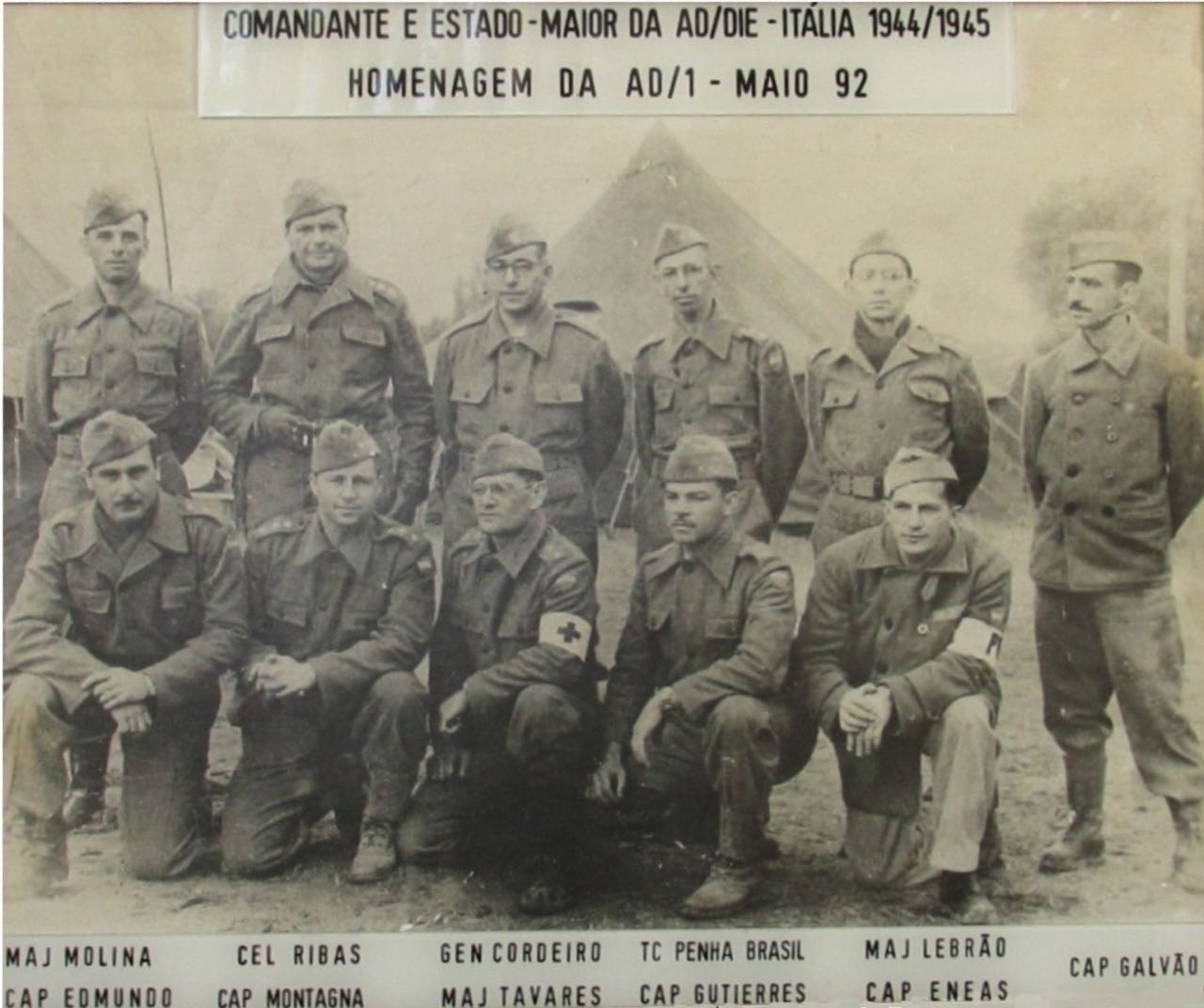
General Cordeiro de Farias com o Estado-Maior da Artilharia Divisionária, durante a II Guerra Mundial.

Em 1930, participou do golpe militar que extinguiu a República Velha. O movimento conhecido como Revolução de 1930, depôs o presidente Washington Luís e impediu a posse do presidente eleito, Júlio Prestes. Integrou, nessa ocasião, o comando da insurreição em Minas Gerais. Com a vitória do movimento e a posse do novo governo liderado por Getúlio Vargas, foi lotado no gabinete do ministro da Guerra, general José Fernandes Leite de Castro. Em maio de 1931, foi transferido para São Paulo, assumindo a chefia de polícia daquele estado. Permaneceu no cargo até junho do ano seguinte, um mês antes da deflagração do movimento constitucionalista pelas forças políticas tradicionais de São Paulo, que exigiam a reconstitucionalizaçào do país e a recuperação da autonomia estadual, com o afastamento dos tenentes que vinham exercendo influência na política paulista. Colaborou então no combate à insurreição e, no ano seguinte, voltou a ocupar a chefia de polícia do estado. No Estado Novo, foi, ainda, chefe do Estado-Maior da 5ª Região Militar, sediada em Curitiba.
Em 1935, de volta ao Rio de Janeiro, deu combate a Intentona Comunista, levante militar deflagrado por elementos de esquerda ligados à Aliança Nacional Libertadora e liderado pelo antigo comandante de Cordeiro de Farias, Prestes. Em 1937, foi transferido para o Rio Grande do Sul, onde assumiu a chefia do estado-maior da 3ª Região Militar, sediada em Porto Alegre, sob o comando do general Manuel de Cerqueira Daltro Filho. Participou, então, da campanha movida por Vargas para afastar o governador José Antônio Flores da Cunha, que acabou sendo substituído pelo comandante da 3ª Região Militar. Após a morte de Daltro Filho, Vargas nomeou Cordeiro de Farias como interventor federal no Rio Grande do Sul. Por estar no Rio de Janeiro, o cargo foi assumido interinamente por dois meses por Maurício Cardoso, tendo Cordeiro de Farias assumido em 4 de março de 1938. Em sua administração, devido às tensões da Segunda Guerra Mundial, determinou que todas as escolas alemãs do estado se nacionalizassem.
Em 1942, chegou ao generalato. Em setembro do ano seguinte, deixou a interventoria gaúcha para integrar-se na Força Expedicionária Brasileira (FEB). Em setembro de 1944, viajou para a Itália, onde participou da Campanha como comandante das unidades da Artilharia Divisionária da FEB.
A volta ao Brasil ocorreu em 1945, seguida de novas articulações políticas. Seu nome chegou, então, a ser cogitado como candidato a presidente da República. Em outubro daquele ano, participou de novo golpe militar, que desta feita afastou Vargas do poder encerrando o Estado Novo.

## Período entre ditaduras

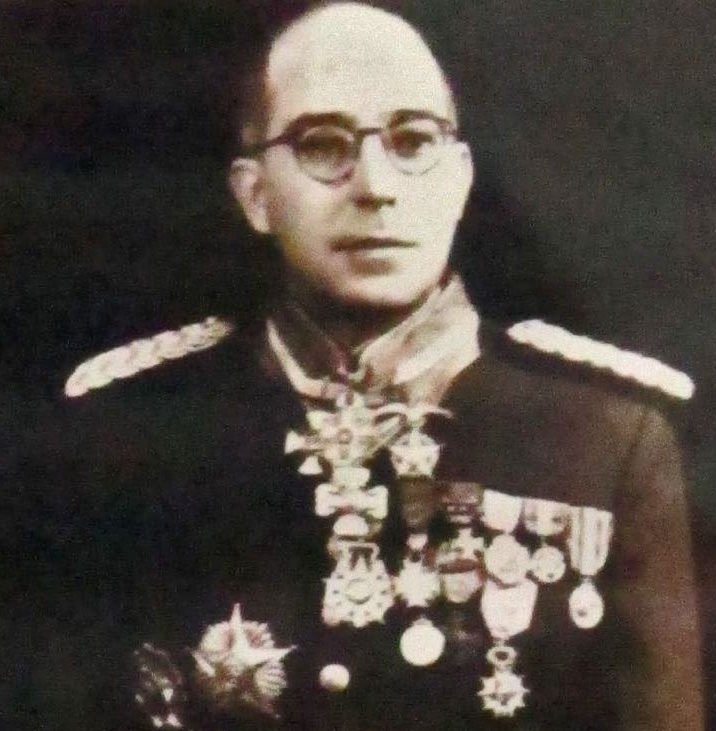
Foto do General Cordeiro de Farias na galeria de comandantes da AD/1.

Participou do Governo do general eleito presidente Eurico Gaspar Dutra, como adido militar à Embaixada do Brasil em Buenos Aires. Em 1949, foi nomeado comandante da recém-criada Escola Superior de Guerra (ESG). Em maio de 1950, foi derrotado nas eleições para a diretoria do Clube Militar, em disputa marcada por forte conteúdo ideológico. Cordeiro representava a corrente que defendia a participação do capital estrangeiro na exploração do petróleo brasileiro, enquanto que a chapa vitoriosa, liderada por Newton Estillac Leal, representava os setores nacionalistas das Forças Armadas.
Deixou a ESG em agosto de 1952 para assumir o comando da Zona Militar Norte, sediada em Recife. Em 1954, foi apresentado como candidato de consenso ao Governo de Pernambuco, na coligação que envolvia PSD, PDC e PL. Fez um governo voltado para a assistência ao Sertão, para a construção de açudes e estradas. Ocupou o cargo entre 1955 e 1958, renunciando ao mandato um mês antes de sua conclusão para assumir a presidência da Comissão Mista Brasil-Estados Unidos, que exerceu durante dois anos.
A 17 de Maio de 1958 foi agraciado com a Grã-Cruz da Ordem Militar de Avis de Portugal.
Foi chefe do Estado-Maior das Forças Armadas de 10 de fevereiro de até 8 de setembro de 1961, durante o Governo Jânio Quadros. Com a renúncia de Jânio, envolveu-se na conspiração que visava impedir a posse do vice-presidente, João Goulart, então em viagem à China. Jango tomou posse devido ao apoio da população e a Campanha da Legalidade, comandada em Porto Alegre por Leonel Brizola. Na ocasião, foi nomeado comandante do III Exército pelo Ministro da Guerra, Odílio Denys, em substituição ao General José Machado Lopes, que havia aderido à causa legalista. Não chegou a assumir este cargo.

## Regime militar e final da vida
Participou ativamente do Golpe Militar que, em 1964, depôs o presidente João Goulart. Novamente foi cogitado para presidente, o que não se concretizou. No governo do general Castelo Branco assumiu o Ministério Extraordinário para a Coordenação dos Organismos Regionais, depois transformado em Ministério do Interior. Desempenhou esta função até junho de 1966, quando se retirou da vida pública. Assumiu, então, a direção executiva do grupo empresarial pernambucano João Santos. Faleceu em 1981.
Alguns anos antes de falecer, contou sua versão dos fatos que participou para a cientista política Aspásia Camargo, da Fundação Getúlio Vargas, o que resultou no livro "Diálogo com Cordeiro de Farias: Meio Século de Combate". A obra foi lançada pela editora Nova Fronteira em 1981 e reeditada pela Editora Biblioteca do Exército por ocasião do centenário do Marechal em 2001.

## Condecorações
Possuía inúmeras condecorações nacionais e internacionais, entre elas:
- Grande-Oficial da Ordem do Mérito Militar
- Grande-Oficial da Ordem do Mérito Naval
- Grande-Oficial da Ordem do Mérito Aeronáutico
- Legião do Mérito (Estados Unidos)
- Ordem Nacional da Legião de Honra (França)
- Cruz de Guerra com Palma (França)
- Grande Oficial da Ordem da Coroa da Itália (Itália)
- Grã-Cruz da Ordem Militar de Avis (Portugal)

## Homenagens
Em 26 de junho de 1981, pela Portaria Ministerial 638, o Exército Brasileiro atribuiu à Artilharia Divisionária da 1.ª Divisão de Exército a denominação histórica de Artilharia Divisionária Cordeiro de Farias.

## Família
O Marechal Cordeiro foi casado com Avany Cordeiro de Farias, com quem teve um filho, Osvaldo.